# Józef Kucza (pedagog)
Józef Karol Kucza ps. „Góra” (ur. 13 października 1907 we Wrocance, zm. 8 września 1977) – polski pedagog, oficer.

## Życiorys
Józef Karol Kucza urodził się 13 października lub 13 listopada 1907 we Wrocance. Był synem Stanisława (rolnik). 
W 1928 zdał egzamin dojrzałości Państwowym Gimnazjum im. Królowej Zofii w Sanoku. Po ukończeniu służby wojskowej został awansowany do stopnia podporucznika rezerwy piechoty ze starszeństwem z dniem 1 stycznia 1933. W 1934 był oficerem rezerwy 2 pułku strzelców podhalańskich w Sanoku. W 1934 ukończył studia historii na Wydziale Filozoficznym Uniwersytetu Jagiellońskiego. Po studiach, do 1939 pracował w Zakładach Graficznych w Miejscu Piastowym. 
Z chwilą wybuchu wojny powołany do macierzystego 2 pułku Strzelców Podhalańskich. W czasie okupacji dostał się do niewoli niemieckiej, skąd po ucieczce, powrócił do Wrocanki i rozpoczął działalność w ruchu oporu. W latach 1940–1945 był dowódcą plutonu AK OP-15 (ps. „Góra”), uczestnicząc w szeregu akcji, był także współorganizatorem i wykładowcą w Tajnej Szkole Podchorążych w Miejscu Piastowym. Po wojnie był kierownikiem bursy w Krośnie. 15 marca 1949 został powołany na stanowisko dyrektora Państwowej Szkoły Ogólnokształcącej stopnia Licealnego im. Mikołaja Kopernika w Krośnie i sprawował je przez 25 lat do 1974. W 1966 został wiceprzewodniczącym powstałego w tym roku w Krośnie (drugi w kraju po Katowicach) oddziału terenowego Stowarzyszenia Absolwentów Uniwersytetu Jagiellońskiego (przewodniczącym został Stanisław Pomprowicz).

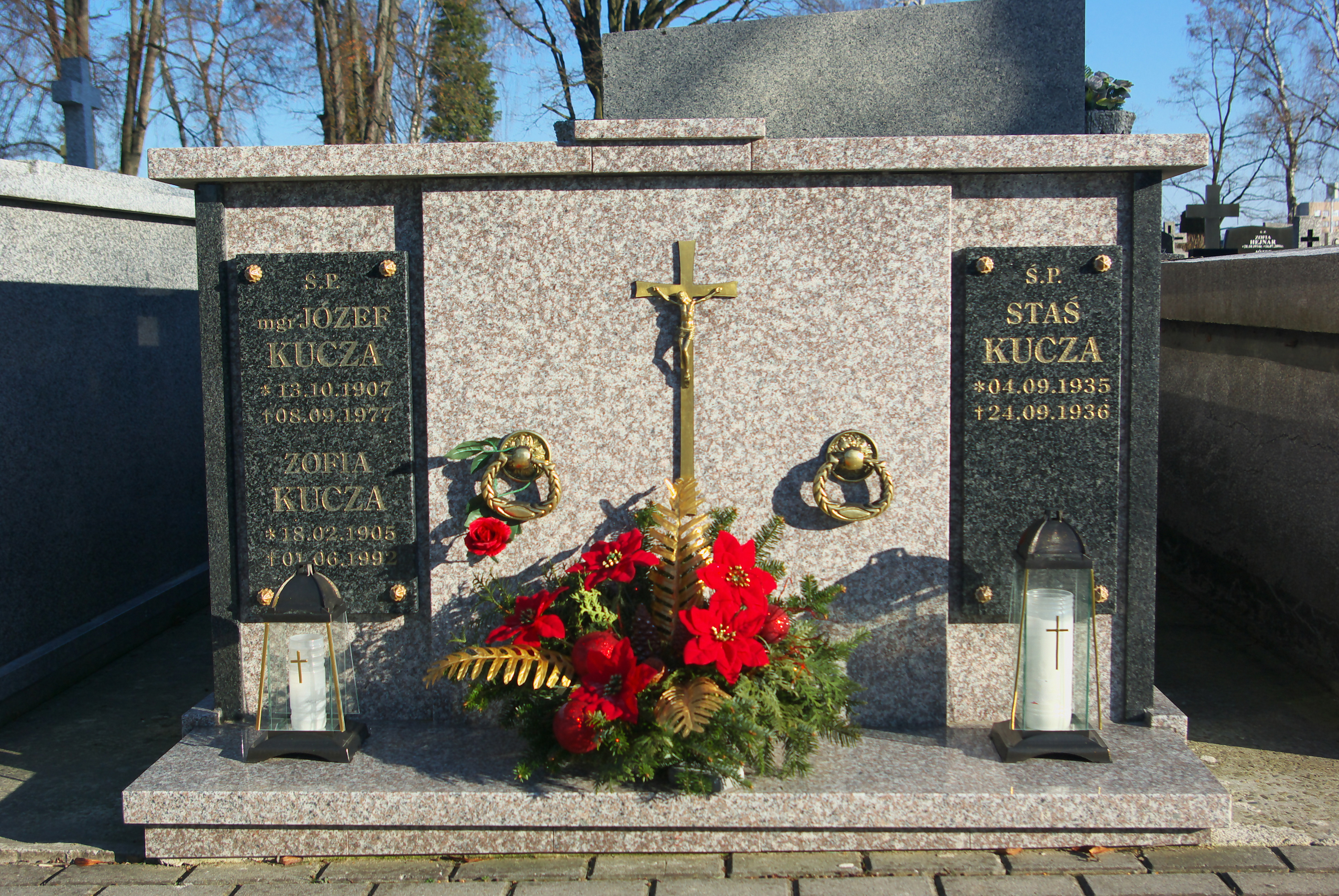
Grobowiec rodzinny Józefa Kuczy

Był żonaty z Zofią (1905-1992). Zmarł 8 września 1977. Został pochowany na Cmentarzu Komunalnym w Krośnie. Uczniowie ufundowali mu pamiątkową tablicę.

## Ordery i odznaczenia
- Krzyż Kawalerski Orderu Odrodzenia Polski (1965)[10]
- Złoty Krzyż Zasługi
- Krzyż Partyzancki
- Złota Odznaka ZNP
- Odznaka „Zasłużony dla województwa rzeszowskiego”